# Rainer K. Wick

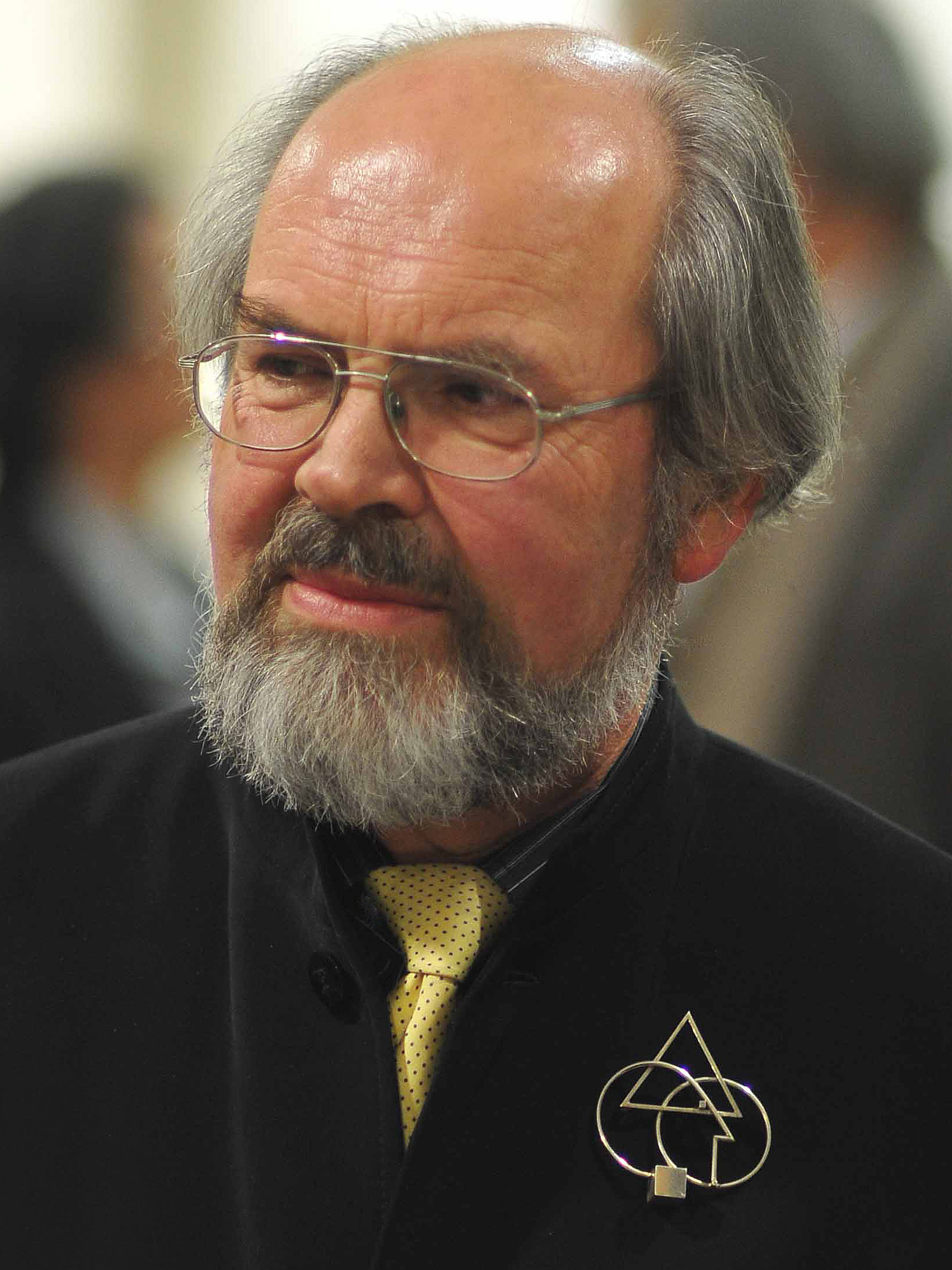
Rainer K. Wick (2009) mit Brosche des Künstlers Dieter Reick

Rainer K. Wick (* 18. Juni 1944 in Mechernich) ist ein deutscher Kunstwissenschaftler, Kunstpädagoge, Fachpublizist, Fotograf und emeritierter Universitätsprofessor.

## Leben
Wick besuchte das Friedrich-Ebert-Gymnasium in Bonn, an dem er 1963 die Reifeprüfung ablegte. Von 1963 bis 1969 studierte er in Bonn und Köln Kunstgeschichte, Kunsterziehung, Pädagogik und Soziologie. 1969 legte er das 1. Staatsexamen für das Lehramt in der Sekundarstufe II ab. Nach dem 2. Staatsexamen 1971 wurde er Studienassessor, danach Studienrat und Oberstudienrat an der Fachoberschule für Gestaltung in Köln, wo er in den typenspezifischen Fächern (Gestaltung) unterrichtete. 1975 wurde er bei René König mit einer kunstsoziologischen Dissertation über Happening und Fluxus promoviert. Bis 1978 war er im Schuldienst tätig, zuletzt als Studiendirektor in der Funktion eines Pädagogischen Fachleiters für Kunst und Gestaltung am Gesamtseminar in Köln.
Von 1979 bis 1985 war er als Professor im Fachbereich Gestaltung und Kunsterziehung an der Universität Essen tätig. Hier lag sein Hauptarbeitsgebiet im Bereich der Lehre im Studiengang Gestaltungstechnik (Lehramt SII, berufliche Fachrichtung). 1985 erfolgte an der Universität Essen die Habilitation für Kunstpädagogik mit einer Untersuchung der pädagogischen Konzeptionen des Bauhauses. 1986 wurde er auf den Lehrstuhl für Kunst- und Kulturpädagogik an der Bergischen Universität Wuppertal berufen, den er bis zu seiner Pensionierung im Jahr 2009 innehatte. Seine Lehrtätigkeit reichte von der Kunstdidaktik und Kunstwissenschaft bis zur künstlerischen Praxis mit den Schwerpunkten Zeichnung und Fotografie.
Anlässlich seines 60. Geburtstags wurde er von der Universität Wuppertal mit der Festschrift „Topoi. Beiträge zu einer kulturarchäologischen Ortsbestimmung“ geehrt, deren Einzelbeiträge die Breite der wissenschaftlichen Interessen Wicks dokumentieren. Seit 2010 arbeitet Wick u. a. für das Online-Kulturmagazin „Musenblätter“ und für das „Portal Kunstgeschichte“.

## Arbeit
Neben allgemeinen Fragen der Kunstdidaktik, speziellen Themen aus der Kunst- und Designgeschichte des 20. Jahrhunderts sowie der Kunstgeschichte Italiens und der Kunstsoziologie stehen vor allem die folgenden Bereiche im Mittelpunkt der Lehr-, Forschungs- und Publikationsaktivitäten von Rainer K. Wick: das Bauhaus und seine pädagogischen Konzeptionen, der Deutsche Werkbund als Institution der Kunst- und Kulturpädagogik, Einzelfragen der Historischen Kunstpädagogik, Möglichkeiten und Grenzen von Gestaltungslehren, Fotogeschichte und Fotodidaktik.
Im Bereich der künstlerischen Praxis liegt der Schwerpunkt Wicks auf dem Gebiet der Fotografie. Hervorgetreten ist er in Ausstellungen und Publikationen vor allem mit seinen Reisefotografien, vorwiegend in Schwarzweiß, mit denen er sich in der Tradition der Fotografie der Klassischen Moderne und der sog. Subjektiven Fotografie bewegt.
Neben Buchveröffentlichungen sowie Beiträgen in Zeitschriften, Katalogen und Lexika hat Wick die Hochschulreihe „Kontext. Schriftenreihe für Kunst, Kunsterziehung und Kulturpädagogik“ an der Universität Wuppertal begründet und herausgegeben (2009 eingestellt). Er ist Mitglied der Deutschen Gesellschaft für Photographie e. V. (DGPh), des Bauhaus-Archives e. V. Berlin und des ICOM Deutschland (Deutsches Nationalkomitee des Internationalen Museumsrats).

## Publikationen (Auswahl)
- Die Kunst Italiens. Architektur, Malerei, Plastik von der Antike bis heute. Philipp von Zabern/Wissenschaftliche Buchgesellschaft, Darmstadt 2014.
- Werkstatt Fotografie. Geschichte, Technik, Gestaltung. (zus. mit Wolfgang Vollmer), Seemann Verlag, Leipzig 2012.
- Bauhaus. Kunst und Pädagogik. (= Artificium. Schriften zur Kunst und Kunstvermittlung, Bd. 33), Athena Verlag, Oberhausen 2009.
- Korrespondenzen. Fotografien 1968–2009. Ausgewählt und eingeleitet von Rolf Sachsse, Verlag Müller und Busmann, Wuppertal 2009.
- Eugen Batz. Ein Bauhaus-Künstler fotografiert., Wuppertal und Köln 2008 (= Kontext. Schriftenreihe für Kunst, Kunsterziehung und Kulturpädagogik an der Bergischen Universität Wuppertal, Bd. 6)
- Kunstschulreform (= Kunst ← Gestaltung → Design, Heft 10, hrsg. v. d. Hochschule der bildenden Künste Saar), Saarbrücken 2004.
- Hans Friedrich Geist und die Kunst des Kindes. Bauhaus – Drittes Reich – Nachkriegszeit. (Hrsg.), Wuppertal 2003 (= Kontext. Schriftenreihe für Kunst, Kunsterziehung und Kulturpädagogik an der Bergischen Universität Wuppertal, Bd. 5)
- Blickwinkel – Sichtweisen. Fünf Fotografen: Charles Compère, Kerstin Falbe, Horst Hahn, Bernd Sippel, Rainer K. Wick. Wuppertal 2002 (= Kontext. Schriftenreihe für Kunst, Kunsterziehung und Kulturpädagogik an der Bergischen Universität Wuppertal, Bd. 4)
- Zwischen Bauhaus-Tradition und Selbstprofilierung: die Ulmer Hochschule für Gestaltung. (= Kunst ← Gestaltung → Design, Heft 9, hrsg. v. d. Hochschule der bildenden Künste Saar), Saarbrücken 2001.
- Bauhaus. Kunstschule der Moderne. Hatje Cantz, Ostfildern 2000; englisch: Teaching at the Bauhaus., Ostfildern 2000.
- Johannes Itten. Kunstpädagogik als Erlebnispädagogik? (= Wegbereiter der modernen Erlebnispädagogik, Heft 50, edition erlebnispädagogik), Lüneburg 199.7 (griechisch: Γιοχάννες Ίττεν. Η εικαστική παιδαγωγική ως ολιστική παιδαγωγική, ΑΘΗΝΑ 2000; ΚΕΙΜΕΝΑ ΕΙΚΑΣΤΙΚΩΝ ΚΑΛΛΙΤΕΧΝΩΝ 6)
- Bauhaus. Die frühen Jahre. (Hrsg.), Wuppertal 1996 (= Kontext. Schriftenreihe für Kunst, Kunsterziehung und Kulturpädagogik an der Bergischen Universität-Gesamthochschule Wuppertal, Bd. 1).
- Bonato. Kunst im öffentlichen Raum. Locher Verlag, Köln 1996.
- Fotografie und Ästhetische Erziehung. (Hrsg.), Klinkhardt & Biermann, München 1992.
- Das Neue Sehen. Von der Fotografie am Bauhaus zur Subjektiven Fotografie. (Hrsg.), Klinkhardt & Biermann, München 1991.
- Johannes Itten: Bildanalysen. Otto Maier, Ravensburg 1988. (Niederländisch: Johannes Itten. Beeldende kunst in beeld. Analyses van vorm en inhoud. de Bilt 1990; französisch: Johannes Itten. L’étude des oeuvres d’art. De l’art antique à l’art moderne. Paris 1990.)
- Ist die Bauhaus-Pädagogik aktuell? (Hrsg.), Verlag Walther König, Köln 1985.
- Zwischen Kunst und Design. (Hrsg.), Kunstforum International 66 (1983).
- Farbe und Architektur. (Hrsg.), Kunstforum International 57 (1983).
- Bauhaus-Pädagogik. DuMont, Köln 1982 (2. überarbeitete Auflage Köln 1984, 3. überarbeitete und erweiterte Auflage, Köln 1988, 4. überarbeitete und erweiterte Auflage, Köln 1994; spanisch: La pedagogiá de la Bauhaus. Madrid 1986; portugiesisch: Pedagogia da Bauhaus. Sao Paulo 1989).
- Kunstsoziologie – Bildende Kunst und Gesellschaft. (Hrsg. zusammen mit Astrid Wick-Kmoch), DuMont, Köln 1979.
- Kunst als sozialer Prozeß. (Hrsg.), in: Kunstforum International 27 (1978).
- Zur Symbolik in Wolf Vostells Happening Regen, in Kunstforum International, Band 24, 6/1977.
- Nam June Paik. Musik, Fluxus, Video. in: Kunstforum International 18 (1976), S. 206–237.
- Astrid und Rainer Wick, Objekte und Symbole bei Wolf Vostell. Retrospektive Wolf Vostell 1958–1974. Neue Nationalgalerie Berlin, Berlin, 1974.
- Zur Soziologie intermediärer Kunstpraxis. Happening, Fluxus, Aktionen. Eigenverlag, Köln 1975.
- Zur Theorie des Happenings. in: Kunstforum International, 8–9 (1973).
- Rainer Wick und Astrid Kmoch: Objekte und Symbole bei Vostell - Marginalien zu seinen Happenings. In: Wolf Vostell. Elektronisch. Neue Galerie im Alten Kurhaus, Aachen 1970.
- Vostell soziologisch. Eigenverlag, Bonn, 1969.